# Haddekuche

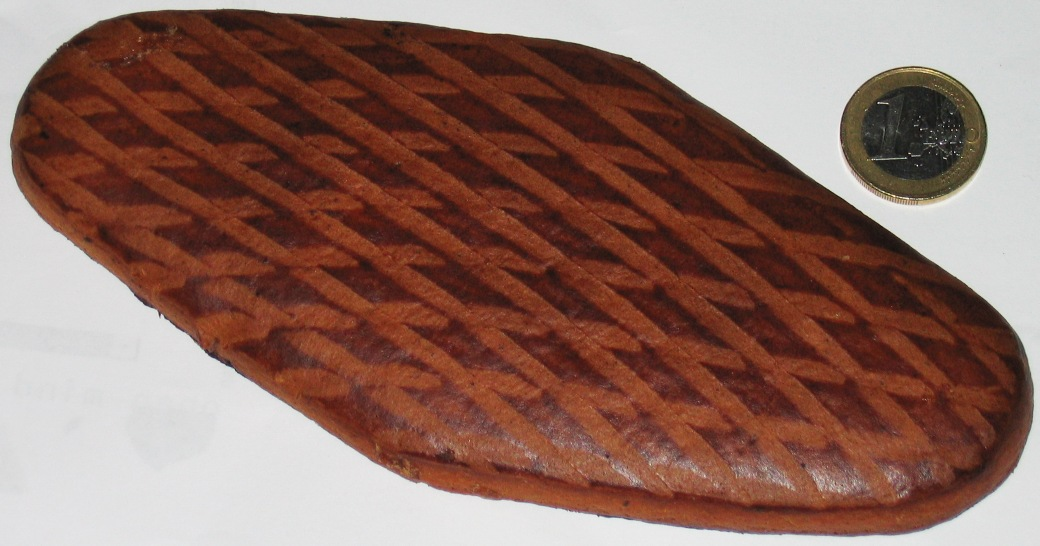
Haddekuche, con una moneda de 1 euro para comparar.

El Haddekuche es un dulce tradicional de Fráncfort del Meno consistente en una especie de pan de jengibre con forma de diamante o rombo. En dialecto de Hesse la palabra Haddekuche significa simplemente ‘dulce duro’, lo que probablemente se deba a que se seca con relativa rapidez y es muy duro.
Los Haddekuchen tienen forma de rombo y están cubiertos con un patrón de diamantes, que recuerda al de los vasos de sidra de Fráncfort, los Gerippten. El redondeo de las esquinas se debe de nuevo a razones técnicas y también para prevenir daños en el transporte. Pueden usarse como Soßenkuchen, por ejemplo para dar sabor al Sauerbraten.
- Datos: Q317872